# 랜들스아일랜드

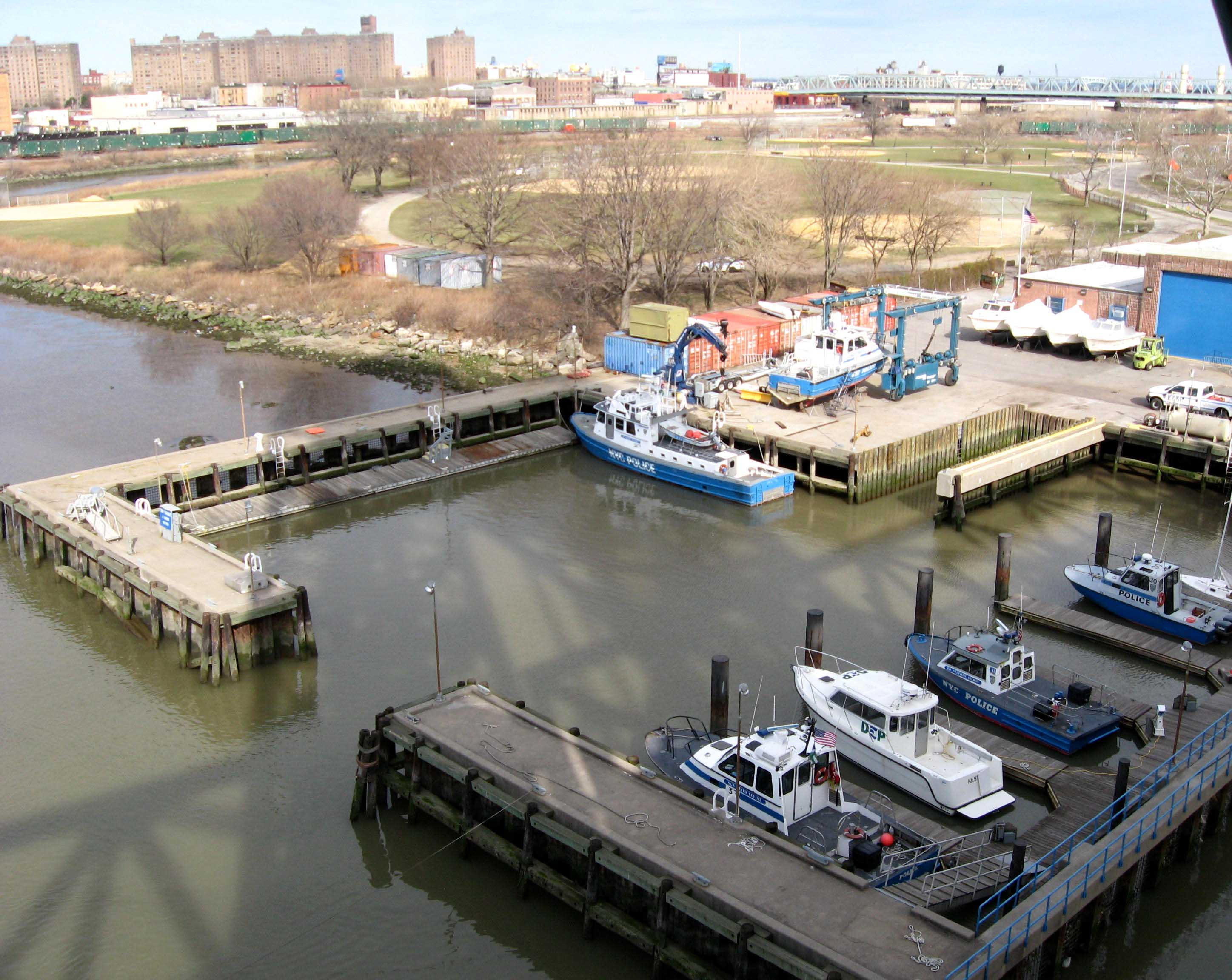
랜들스아일랜드

랜들스아일랜드(Randall's Island)은 맨해튼 이스트 강의 섬으로, 인구는 1,386명이다.